# Buzkashi Boys
Buzkashi Boys ist ein afghanisch-US-amerikanischer Kurzfilm von Sam French aus dem Jahr 2012.

## Handlung
Kabul: Rafi, der Sohn eines Schmiedes, und der vater- und obdachlose Straßenjunge Ahmad sind Freunde. Eines Tages darf Rafi zwei Stunden von seiner Arbeit, bei der er Klingen schärft, fort und wird von Ahmad mitgenommen. Beide schauen sich zahlreiche Reiter an, die Buzkaschi spielen. Ahmad meint, später selbst einmal ein großer Buzkaschi-Reiter werden zu wollen. Rafi hingegen weiß, dass er wie alle Männer seiner Familie am Ende ein Schmied werden wird. Ahmad macht ihm klar, dass jeder seine Zukunft selbst gestalten kann.
Beide begeben sich zu einer Palastruine, in der Ahmad über eine alte Leiter das Dach erklimmt. Rafi ist die Kletteraktion zu gefährlich und er bleibt am Boden, woraufhin Ahmad ihn spöttisch darauf hinweist, dass er nie ein guter Buzkaschi-Reiter werden wird, wenn er sich den Aufstieg nicht traut. Am nächsten Morgen holt Ahmad Rafi ab: Auf einer Müllhalde hat er ein angeleintes Pferd gefunden. Er besteigt es und reitet davon. Wenig später findet Rafi Ahmad leblos auf. Er ist vom Pferd gestürzt und hat dabei eine tödliche Kopfwunde davongetragen. Rafi und sein Vater setzen Ahmad in einem einfachen Grab bei. Wenig später versucht der Vater, Rafi das Schmiedehämmern beizubringen, reagiert jedoch unwirsch, als Rafi Probleme damit hat. Rafi geht, sieht sich das Buzkaschi-Spiel an und erklimmt schließlich die Leiter zum Ruinendach, von wo aus er Ahmads Namen ruft. Anschließend kehrt er zu seinem Vater zurück. Da sein Vater ihm einst gesagt hatte, dass er ihm das Schmiedehandwerk beibringen will, fordert er ihn auf, es nun zu tun. Rafi beginnt mit dem Hämmern und der Vater lobt ihn schließlich für seine ersten Versuche.

## Produktion

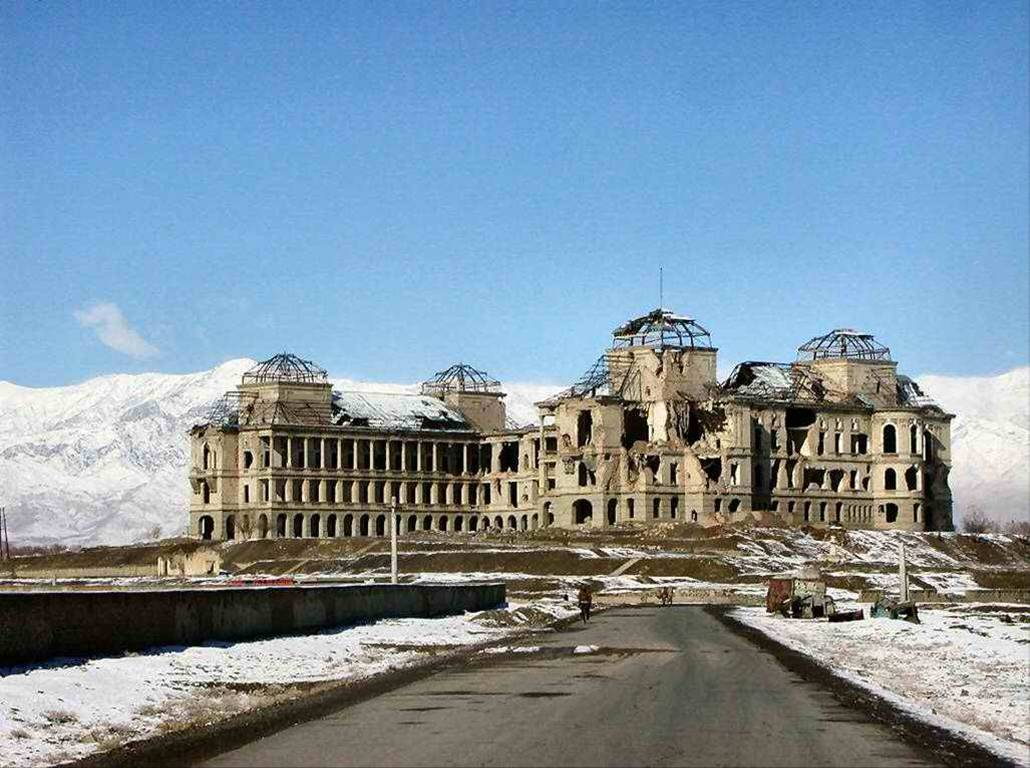
Darul-Aman-Palast, ein Drehort des Films

Buzkashi Boys wurde in Kabul, vor allem im Stadtteil Murad Khane, gedreht. Bei der Palastruine handelt es sich um den Darul-Aman-Palast. Als Rafi-Darsteller Fawad Mohammadi für den Film entdeckt wurde, war er ein Straßenkind, das zuvor auf dem Markt in Kabul Stadtpläne an Touristen verkaufte. Ahmad-Darsteller Jawanmard Paiz, zum Zeitpunkt der Dreharbeiten 11 Jahre alt, hatte bereits vor dem Film Schauspielerfahrung gesammelt, da sein Vater Schauspieler ist.
Der Film lief unter anderem 2012 auf dem Palm Springs International ShortFest.

## Auszeichnungen
Buzkashi Boys gewann 2012 auf dem Rhode Island International Film Festival den Großen Preis für die beste Kameraarbeit und wurde auf dem L.A. Shorts Fest als Bestes Drama ausgezeichnet. Der Film erhielt 2013 eine Oscarnominierung in der Kategorie Bester Kurzfilm.